# Tzatziki

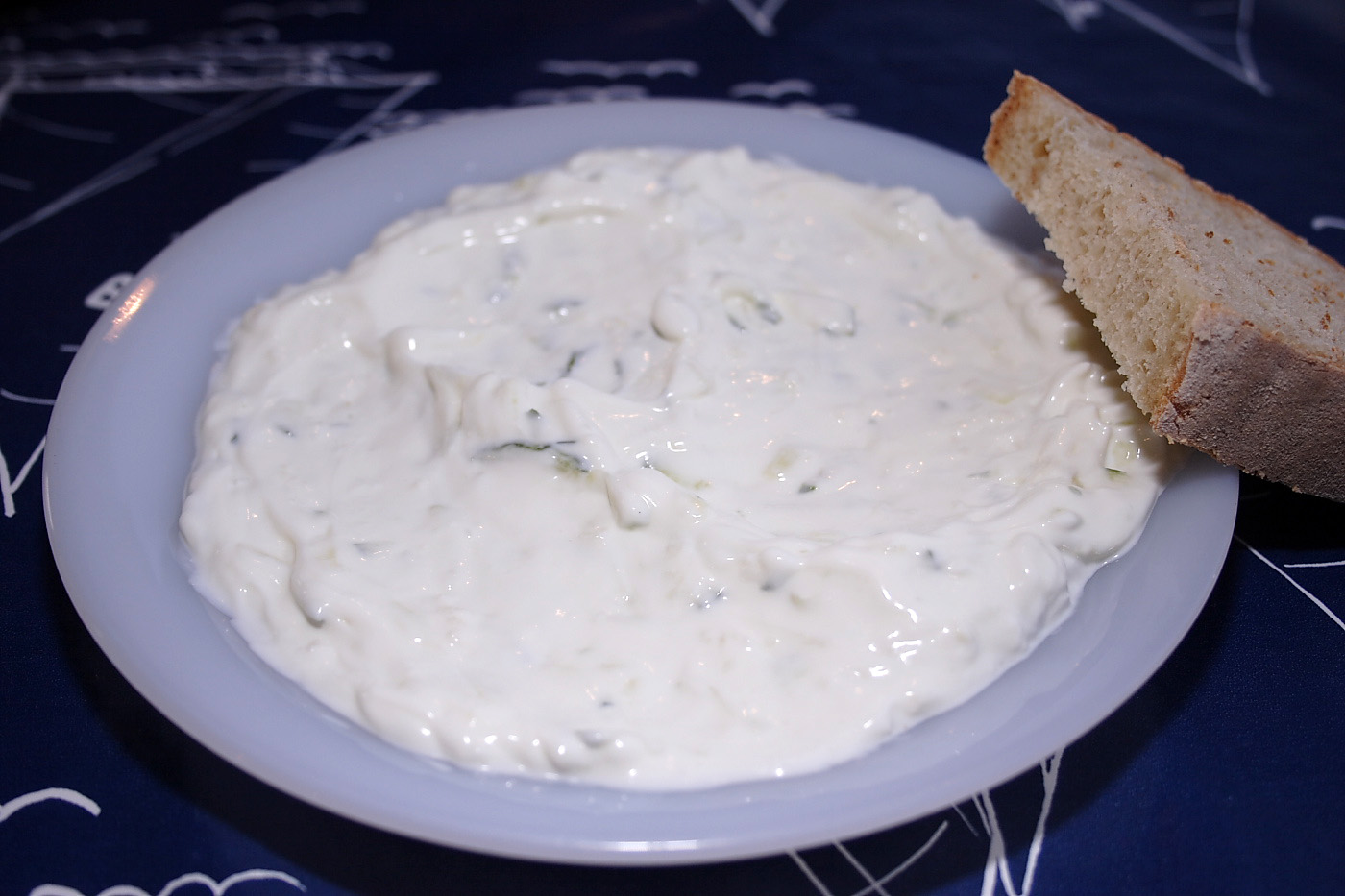
Připravené tzatziki

Tzatziki, tsatsiki počeštěně i caciky jsou předkrm původem z Řecka (řecky τζατζίκι), někdy se také používají jako omáčka (především do souvlaki nebo gyrosu). Připravují se z řeckého jogurtu (podobný zakysané smetaně), okurky, kopru (dle oblasti), česneku, olivového oleje, pepře a soli, někdy se také přidává citronová šťáva, petržel, či máta. Zatímco v Řecku a Turecku se tzatziki většinou podávají jako příloha, jinde se spíše servírují s chlebem jako samostatné jídlo.

## Etymologie
Tzaziki je řecké slovo, ovšem původem z turečtiny, konkrétně ze slova cacık. Cacık je označení pro turecké jídlo podobné tzatziki, taktéž vyráběné z jogurtu, ovšem s mnohem řidší konzistencí.

## Příprava
Tzatziki se obvykle připravují smícháním na jemno nastrouhané a do misky vymačkané okurky s řeckým jogurtem. Tato směs se dochutí zbylými přísadami, promíchá se a nechá se vychladnout (tzatziki se nejčastěji podávají vychlazené).